# Georg-Fredrik Saltzman
Georg-Fredrik Saltzman, född 15 juli 1920 i Helsingfors, död 2002, var en finländsk läkare. 
Saltzman, som var son till professor Fredrik Saltzman och May Breitenstein, avlade studentexamen 1938, blev medicine licentiat i Helsingfors 1947 samt medicine och kirurgie doktor 1948. Han innehade olika förordnanden i Finland 1945–1950 och erhöll Kungl. Maj:ts tillstånd att i Sverige utöva läkekonsten 1949. Han var underläkare på Södersjukhuset i Stockholm 1950–1954, på Radiumhemmet 1955–1956, biträdande överläkare på Serafimerlasarettet 1957–1964, blev docent i röntgendiagnostik vid Karolinska institutet 1959 och var professor i röntgendiagnostik vid Umeå universitet 1964–1985. Han var ordförande i Svenska föreningen för medicinsk radiologi 1970–1971 (sekreterare 1960–1964 och vice ordförande 1966–1969). Han författade skrifter i histologi, hematologi och röntgendiagnostik.
Han var gift med Inga Elgqvist-Saltzman.